# 프렌즈: 둥지탈출
《프렌즈: 둥지탈출》(영어: Manou the Swift)는 2019년 2월에 개봉한 독일의 모험, 코미디, 애니메이션 영화이다.
 안드레아 블록과 크리스티안 하스가 감독과 각본을 맡았다.
 독일은 2019년 2월 28일에 폴란드는 2019년 4월 5일에 대한민국은 2019년 5월 1일에 개봉되었다.

## 줄거리
야! 너두 날 수 있어!

미운 아기 새, ‘새’상을 향해 ‘빠지직!’

갈매기 가족의 둥지에서 자란 칼새의 새끼 ‘마누’는

갈매기 비행 학교에서 가르치는 비행법에 적응하지 못한

미운 아기 새가 되고 만다.

갈매기 대장 ‘칼리프’는 열등생 ‘마누’를 둥지에서 쫓아내려 하고,

‘마누’는 갈매기들과 다시 가족이 되기 위해

깃털 친구들의 도움을 받아 날기 대회 1등에 도전하기로 하는데…

가족과 함께하기 위해 둥지를 탈출한 ‘마누’

과연 미운 아기 새에서 벗어나 하늘 높이 날아 오를 수 있을까?!

## 출연진
- 조쉬 키튼 - 마누 목소리 역
- 케이트 윈슬렛 - 블랑쉬 목소리 역
- 윌렘 대포 - 이브 목소리 역